# Lista de jogos de futebol do Clube de Regatas do Flamengo em 2019
Esta foi a lista de jogos de futebol disputados pelo Clube de Regatas do Flamengo na temporada de 2019.

## Campanha
Essa é a campanha na temporada 2019:
| v d e              | Mandante | Visitante | Clássicos | Total |
| ------------------ | -------- | --------- | --------- | ----- |
| Jogos              | 32       | 29        | 15        | 76    |
| Vitórias           | 28       | 13        | 9         | 50    |
| Empates            | 3        | 9         | 5         | 17    |
| Derrotas           | 1        | 7         | 1         | 9     |
|                    |          |           |           |       |
| Gols marcados      | 86       | 39        | 28        | 153   |
| Gols sofridos      | 21       | 30        | 15        | 66    |
| Saldo de gols      | +65      | +9        | +13       | +87   |
|                    |          |           |           |       |
| Aproveitamento (%) | 90,6%    | 55,2%     | 71,1%     | 73,2% |

Última atualização em 21 de dezembro de 2019.
Legenda:      Vitória —      Empate —      Derrota —      Clássico

## Mês a mês

### Janeiro
| 10 de janeiro Florida Cup – 1ª             | Ajax                       | 2 – 2 (3–4 pen.)                     | Flamengo       | Orlando                                           |  |
| 22:00 (UTC−3)                              | Huntelaar 16' · Labyad 34' | Relatório                            | Uribe 19', 44' | Estádio: Orlando City Árbitro: USA Estaban Rosano |  |
|                                            |                            | Penalidades                          |                |                                                   |  |
| Labyad Traoré Dani De Wit Veltman Magallán |                            | Piris Da Motta Rodinei Trauco Berrío |                |                                                   |  |

| 12 de janeiro Florida Cup – 2ª | Flamengo       | 1 – 0 | Eintracht Frankfurt | Orlando                                         |  |
| 18:00 (UTC−3)                  | Jean Lucas 40' |       |                     | Estádio: Orlando City Árbitro: USA Madcid Coric |  |

| 20 de janeiro Taça GB – 1ª | Flamengo                       | 2 – 1            | Bangu             | Rio de Janeiro                                                      |  |
| 17:00                      | Diego 15' (pen) · Rhodolfo 53' | Súmula e borderô | Anderson Lessa 3' | Estádio: Maracanã Público: 46 472 Árbitro: RJ Bruno Arleu de Araújo |  |

| 23 de janeiro Taça GB – 2ª | Resende    | 1 – 1            | Flamengo             | Volta Redonda                                                                |  |
| 19:15                      | Joseph 18' | Súmula e borderô | Henrique Dourado 22' | Estádio: Raulino de Oliveira Público: 14 341 Árbitro: RJ Rodrigo Nunes de Sá |  |

| 26 de janeiro Taça GB – 3ª | Botafogo       | 1 – 2            | Flamengo                | Rio de Janeiro                                                                   |  |
| 17:00                      | João Paulo 22' | Súmula e borderô | Bruno Henrique 63', 70' | Estádio: Nilton Santos Público: 6 268 Árbitro: RJ Maurício Machado Coelho Júnior |  |

| 29 de janeiro Taça GB – 4ª | Flamengo                                                     | 3 – 1            | Boavista-RJ        | Rio de Janeiro                                                              |  |
| 21:30                      | Henrique Dourado 39' · Fernando Uribe 76' · Rodrigo Caio 87' | Súmula e borderô | Arthur Rezende 49' | Estádio: Maracanã Público: 34 080 Árbitro: RJ Rodrigo Carvalhães de Miranda |  |

### Fevereiro
| 3 de fevereiro Taça GB – 5ª | Flamengo                                                            | 4 – 0            | Cabofriense | Rio de Janeiro                                                                  |  |
| 17:00                       | Willian Arão 8' · Diego 55' · Arrascaeta 85' · Bruno Henrique 90+1' | Súmula e borderô |             | Estádio: Maracanã Público: 49 365 Árbitro: RJ Alexandre Vargas Tavares de Jesus |  |

| 14 de fevereiro Taça GB – Semi | Flamengo | 0 – 1            | Fluminense    | Rio de Janeiro                                                              |  |
| 20:30                          |          | Súmula e borderô | Luciano 90+2' | Estádio: Maracanã Público: 54 544 Árbitro: RJ Rodrigo Carvalhães de Miranda |  |

| 24 de fevereiro Taça Rio – 1ª | Flamengo                                  | 4 – 1            | Americano   | Rio de Janeiro                                                         |  |
| 17:00                         | Vitinho 1', 48' · Gabriel 51' · Diego 86' | Súmula e borderô | Espinho 83' | Estádio: Maracanã Público: 26 405 Árbitro: RJ Marcelo de Lima Henrique |  |

| 28 de fevereiro Taça Rio – 2ª | Portuguesa-RJ | 1 – 3            | Flamengo                            | Volta Redonda                                                                |  |
| 21:00                         | PK 79'        | Súmula e borderô | Bruno Henrique 4' · Gabriel 5', 69' | Estádio: Raulino de Oliveira Público: 6 831 Árbitro: RJ Philip Georg Bennett |  |

### Março
| 5 de março Libertadores – 1ª | San José | 0 – 1     | Flamengo    | Oruro                                              |  |
| 18:15 (UTC−4)                |          | Relatório | Gabriel 59' | Estádio: Jesús Bermúdez Árbitro: ARG Néstor Pitana |  |

| 9 de março Taça Rio – 3ª | Vasco da Gama          | 1 – 1            | Flamengo          | Rio de Janeiro                                                               |  |
| 19:00                    | Maxi López 90+4' (pen) | Súmula e borderô | De Arrascaeta 47' | Estádio: Maracanã Público: 29 226 Árbitro: RJ Wagner do Nascimento Magalhães |  |

| 13 de março Libertadores – 2ª | Flamengo                                     | 3 – 1     | LDU Quito                  | Rio de Janeiro                                |  |
| 21:30 (UTC−3)                 | Éverton Ribeiro 8' · Gabriel 68' · Uribe 80' | Relatório | Cristian Borja 90+1' (pen) | Estádio: Maracanã Árbitro: ARG Germán Delfino |  |

| 16 de março Taça Rio – 4ª | Flamengo | 0 – 0            | Volta Redonda | Rio de Janeiro                                                             |  |
| 19:00                     |          | Súmula e borderô |               | Estádio: Maracanã Público: 29 266 Árbitro: RJ Pathrice Wallace Corrêa Maia |  |

| 19 de março Taça Rio – 5ª | Madureira | 0 – 2            | Flamengo         | Rio de Janeiro                                                               |  |
| 20:30                     |           | Súmula e borderô | Gabriel 44', 79' | Estádio: Maracanã Público: 17 392 Árbitro: RJ Maurício Machado Coelho Junior |  |

| 24 de março Taça Rio – 6ª | Flamengo                              | 3 – 2            | Fluminense                | Rio de Janeiro                                                       |  |
| 16:00                     | Bruno Henrique 14', 51' · Gabriel 58' | Súmula e borderô | Dodi 63' · João Pedro 71' | Estádio: Maracanã Público: 48 385 Árbitro: RJ João Batista de Arruda |  |

| 27 de março Taça Rio – semi | Fluminense              | 1 – 2            | Flamengo                               | Rio de Janeiro                                                         |  |
| 21:30                       | Yony González 60' (pen) | Súmula e borderô | Renê 39' · Éverton Ribeiro 90+4' (pen) | Estádio: Maracanã Público: 24 614 Árbitro: RJ Marcelo de Lima Henrique |  |

| 31 de março Taça Rio – final            | Vasco da Gama  | 1 – 1 (1 – 3 pen.)                  | Flamengo            | Rio de Janeiro                                                    |  |
| 16:00                                   | Tiago Reis 55' | Súmula e borderô                    | De Arrascaeta 90+2' | Estádio: Maracanã Público: 38 787 Árbitro: RJ Rodrigo Nunes de Sá |  |
|                                         |                | Penalidades                         |                     |                                                                   |  |
| Danilo Barcelos Rossi Tiago Reis Werley |                | Vitinho Rodinei De Arrascaeta Uribe |                     |                                                                   |  |

### Abril
| 3 de abril Libertadores – 3ª | Flamengo | 0 – 1     | Peñarol    | Rio de Janeiro                                  |  |
| 21:30 (UTC−3)                |          | Relatório | Viatri 87' | Estádio: Maracanã Árbitro: ARG Patricio Loustau |  |

| 6 de abril Carioca – semi | Flamengo    | 1 – 1            | Fluminense   | Rio de Janeiro                                                      |  |
| 19:00                     | Gabriel 68' | Súmula e borderô | Gilberto 41' | Estádio: Maracanã Público: 46 128 Árbitro: RJ Bruno Arleu de Araújo |  |

| 11 de abril Libertadores – 4ª | Flamengo                                                                                    | 6 – 1     | San José    | Rio de Janeiro                            |  |
| 21:00 (UTC−3)                 | Diego 2' · Éverton Ribeiro 30', 79' · De Arrascaeta 56' · Vitinho 83' (pen) · Gutiérrez 88' | Relatório | Saucedo 18' | Estádio: Maracanã Árbitro: CHI Piero Maza |  |

| 14 de abril Carioca – final – 1ª | Vasco da Gama | 0 – 2            | Flamengo                | Rio de Janeiro                                                         |  |
| 16:00                            |               | Súmula e borderô | Bruno Henrique 55', 75' | Estádio: Nilton Santos Público: 10 854 Árbitro: RJ Rodrigo Nunes de Sá |  |

| 21 de abril Carioca – final – 2ª | Flamengo                       | 2 – 0            | Vasco da Gama | Rio de Janeiro                                              |  |
| 16:00                            | Willian Arão 15' · Vitinho 83' | Súmula e borderô |               | Estádio: Maracanã Árbitro: RJ Rodrigo Carvalhaes de Miranda |  |

| 24 de abril Libertadores – 5ª | LDU Quito                     | 2 – 1     | Flamengo           | Quito                                           |  |
| 19:30 (UTC−5)                 | Anangonó 45+2' · Chicaiza 72' | Relatório | Bruno Henrique 18' | Estádio: Casa Blanca Árbitro: ARG Néstor Pitana |  |

| 27 de abril Brasileiro – 1ª | Flamengo                                      | 3 – 1          | Cruzeiro        | Rio de Janeiro                                                 |  |
| 21:00                       | Bruno Henrique 40', 67' · Gabriel Barbosa 89' | Súmula Borderô | Pedro Rocha 39' | Estádio: Maracanã Público: 35 016 Árbitro: RS Anderson Daronco |  |

### Maio
| 1 de maio Brasileiro – 2ª | Internacional                      | 2 – 1 | Flamengo          | Porto Alegre                                                             |  |
| 16:00                     | Paolo Guerrero 7' · Sarrafiore 86' |       | De Arrascaeta 59' | Estádio: Beira-Rio Público: 37 001 Árbitro: SP Flávio Rodrigues de Souza |  |

| 5 de maio Brasileiro – 3ª | São Paulo     | 1 – 1          | Flamengo  | São Paulo                                                            |  |
| 16:00                     | Tchê Tchê 83' | Súmula Borderô | Berrío 9' | Estádio: Morumbi Público: 38 749 Árbitro: MG Ricardo Marques Ribeiro |  |

| 8 de maio Libertadores – 6ª | Peñarol | 0 – 0     | Flamengo | Montevidéu                                            |  |
| 21:30 (UTC−3)               |         | Relatório |          | Estádio: Campeón del Siglo Árbitro: CHI Roberto Tobar |  |

| 12 de maio Brasileiro – 4ª | Flamengo                 | 2 – 1          | Chapecoense | Rio de Janeiro                                                           |  |
| 11:00                      | Vitinho 7' · Lincoln 51' | Súmula Borderô | Gum 90+2'   | Estádio: Maracanã Público: 61 023 Árbitro: RS Jean Pierre Gonçalves Lima |  |

| 15 de maio CBrasil – Oitavas/Ida | Corinthians | 0 – 1          | Flamengo         | São Paulo                                                               |  |
| 21:30                            |             | Súmula Borderô | Willian Arão 78' | Estádio: Arena Corinthians Público: 30 364 Árbitro: RS Anderson Daronco |  |

| 18 de maio Brasileiro – 5ª | Atlético Mineiro        | 2 – 1          | Flamengo           | Belo Horizonte                                                                |  |
| 19:00                      | Cazares 28' · Chará 46' | Súmula Borderô | Bruno Henrique 30' | Estádio: Independência Público: 13 616 Árbitro: PR Paulo Roberto Alves Júnior |  |

| 26 de maio Brasileiro – 6ª | Flamengo                                                    | 3 – 2          | Atlético Paranaense           | Rio de Janeiro                                                  |  |
| 16:00                      | Gabriel 31' (pen) · Bruno Henrique 89' · Rodrigo Caio 90+5' | Súmula Borderô | Marcelo Cirino 63', 71' (pen) | Estádio: Maracanã Público: 52 667 Árbitro: RS Daniel Nobre Bins |  |

### Junho
| 1 de junho Brasileiro – 7ª | Flamengo         | 2 – 0          | Fortaleza | Rio de Janeiro                                                               |  |
| 19:00                      | Gabriel 39', 67' | Súmula Borderô |           | Estádio: Nilton Santos Público: 37 658 Árbitro: SC Rodrigo D'Alonso Ferreira |  |

| 4 de junho CBrasil – 8ªs/volta | Flamengo         | 1 – 0          | Corinthians | Rio de Janeiro                                                     |  |
| 21:30                          | Rodrigo Caio 88' | Súmula Borderô |             | Estádio: Maracanã Público: 60 171 Árbitro: RS Leandro Pedro Vuaden |  |

| 9 de junho Brasileiro – 8ª | Fluminense | 0 – 0          | Flamengo | Rio de Janeiro                                                               |  |
| 19:00                      |            | Súmula Borderô |          | Estádio: Maracanã Público: 42 726 Árbitro: RJ Wagner do Nascimento Magalhães |  |

| 12 de junho Brasileiro – 9ª | CSA | 0 – 2          | Flamengo                  | Brasília                                                                       |  |
| 21:30                       |     | Súmula Borderô | Vitinho 65' · Gabriel 76' | Estádio: Mané Garrincha Público: 37 673 Árbitro: SP Douglas Marques das Flores |  |

Após a rodada, o Campeonato Brasileiro foi suspenso em função da Copa América de 2019, no Brasil, entre 14 de junho e 7 de julho.

### Julho
| 10 de julho CBrasil – 4ª/ida | Athletico Paranaense | 1 – 1          | Flamengo    | Curitiba                                                                      |  |
| 21:30                        | Léo Pereira 49'      | Súmula Borderô | Gabriel 64' | Estádio: Arena da Baixada Público: 21 306 Árbitro: RS Anderson Daronco (FIFA) |  |

| 14 de julho Brasileiro – 10ª | Flamengo                                                          | 6 – 1          | Goiás     | Rio de Janeiro                                                        |  |
| 11:00                        | Arrascaeta 5', 45', 45+4' · Bruno Henrique 43' · Gabriel 55', 81' | Súmula Borderô | Kayke 12' | Estádio: Maracanã Público: 65 154 Árbitro: RN Caio Max Augusto Vieira |  |

| 17 de julho CBrasil – 4ª/volta        | Flamengo    | 1 – 1 (1–3 pen.)                             | Athletico Paranaense | Rio de Janeiro                                              |  |
| 21:30                                 | Gabriel 62' | Súmula Borderô                               | Rony 77'             | Estádio: Maracanã Árbitro: GO Wilton Pereira Sampaio (FIFA) |  |
|                                       |             | Penalidades                                  |                      |                                                             |  |
| Diego Vitinho Cuéllar Éverton Ribeiro |             | Jonathan Lucho Bruno Nazário Bruno Guimarães |                      |                                                             |  |

| 21 de julho 11ª rodada | Corinthians       | 1 – 1          | Flamengo    | São Paulo                                                                   |  |
| 16:00                  | Clayson 61' (pen) | Súmula Borderô | Gabriel 87' | Estádio: Arena Corinthians Público: 34 737 Árbitro: RS Leandro Pedro Vuaden |  |

| 24 de julho Libertadores/8ªs – ida | Emelec                         | 2 – 0     | Flamengo | Guayaquil                                               |  |
| 19:30 (UTC−5)                      | Wílmer Godoy 10' · Caicedo 80' | Relatório |          | Estádio: George Capwell Árbitro: ARG Fernando Rapallini |  |

| 28 de julho 12ª rodada | Flamengo                                      | 3 – 2          | Botafogo                     | Rio de Janeiro                                                     |  |
| 16:00                  | Gerson 34' · Gabriel 54' · Bruno Henrique 68' | Súmula Borderô | Cícero 13' · Diego Souza 66' | Estádio: Maracanã Público: 45 622 Árbitro: SP Raphael Claus (FIFA) |  |

| 31 de julho Libertadores/8ªs – volta      | Flamengo               | 2 – 0 (4 – 2 pen.)              | Emelec | Rio de Janeiro                                      |  |
| 21:30 (UTC−3)                             | Gabriel 9' (pen.), 18' | Relatório                       |        | Estádio: Maracanã Árbitro: ARG Néstor Pitana (FIFA) |  |
|                                           |                        | Penalidades                     |        |                                                     |  |
| De Arrascaeta Bruno Henrique Renê Rafinha |                        | B. Angulo Cortez Arroyo Queiroz |        |                                                     |  |

### Agosto
| 4 de agosto Brasileiro – 13ª | Bahia                    | 3 – 0          | Flamengo | Salvador                                                                  |  |
| 16:00                        | Gilberto 22', 30', 45+5' | Súmula Borderô |          | Estádio: Fonte Nova Público: 43 099 Árbitro: SP Flávio Rodrigues de Souza |  |

| 10 de agosto Brasileiro – 14ª | Flamengo                                                  | 3 – 1          | Grêmio                      | Rio de Janeiro                                                                |  |
| 19:00                         | Willian Arão 29' · Arrascaeta 50' · Éverton Ribeiro 90+1' | Súmula Borderô | Rafael Galhardo 45+5' (pen) | Estádio: Maracanã Público: 57 644 Árbitro: SC Braulio da Silva Machado (FIFA) |  |

| 17 de agosto Brasileiro – 15ª | Vasco da Gama      | 1 – 4          | Flamengo                                                        | Brasília                                                                 |  |
| 19:00                         | Leandro Castán 58' | Súmula Borderô | Bruno Henrique 41' · Gabriel 51', 61' · De Arrascaeta 83' (pen) | Estádio: Mané Garrincha Público: 65 418 Árbitro: RS Leandro Pedro Vuaden |  |

| 21 de agosto Libertadores/4ªs – ida | Flamengo                | 2 – 0     | Internacional | Rio de Janeiro                               |  |
| 21:30 (UTC−3)                       | Bruno Henrique 74', 78' | Relatório |               | Estádio: Maracanã Árbitro: CHI Roberto Tobar |  |

| 25 de agosto Brasileiro – 16ª | Ceará | 0 – 3          | Flamengo                                  | Fortaleza                                                                   |  |
| 19:00                         |       | Súmula Borderô | Marí 21' · Gabriel 35' · Arrascaeta 90+6' | Estádio: Castelão Público: 49 986 Árbitro: GO Wilton Pereira Sampaio (FIFA) |  |

| 28 de agosto Libertadores/4ªs – volta | Internacional       | 1 – 1     | Flamengo    | Porto Alegre                                                            |  |
| 21:30 (UTC−3)                         | Rodrigo Lindoso 61' | Relatório | Gabriel 84' | Estádio: Beira-Rio Público: 49 614 Árbitro: ARG Patricio Loustau (FIFA) |  |

### Setembro
| 1 de setembro Brasileiro – 17ª | Flamengo                                | 3 – 0          | Palmeiras | Rio de Janeiro                                             |  |
| 16:00                          | Gabriel 10', 60' (pen) · Arrascaeta 38' | Súmula Borderô |           | Estádio: Maracanã Público: 65 969 Árbitro: SC Rafael Traci |  |

| 7 de setembro Brasileiro – 18ª | Avaí | 0 – 3          | Flamengo                             | Brasília                                                                       |  |
| 17:00                          |      | Súmula Borderô | Gabriel 10' · Marí 31' · Reinier 52' | Estádio: Mané Garrincha Público: 47 575 Árbitro: SP Edina Alves Batista (FIFA) |  |

| 14 de setembro Brasileiro – 19ª | Flamengo    | 1 – 0          | Santos | Rio de Janeiro                                                                |  |
| 17:00                           | Gabriel 44' | Súmula Borderô |        | Estádio: Maracanã Público: 68 243 Árbitro: SC Bráulio da Silva Machado (FIFA) |  |

| 21 de setembro Brasileiro – 20ª | Cruzeiro               | 1 – 2          | Flamengo                    | Belo Horizonte                                                     |  |
| 17:00                           | Thiago Neves 38' (pen) | Súmula Borderô | Gabriel 6' · Arrascaeta 66' | Estádio: Mineirão Público: 40 333 Árbitro: SP Raphael Claus (FIFA) |  |

| 25 de setembro Brasileiro – 21ª | Flamengo                                                | 3 – 1          | Internacional | Rio de Janeiro                                                               |  |
| 21:30                           | Gabriel 19' (pen) · Arrascaeta 55' · Bruno Henrique 74' | Súmula Borderô | Edenílson 49' | Estádio: Maracanã Público: 64 548 Árbitro: SP Luiz Flávio de Oliveira (FIFA) |  |

| 28 de setembro Brasileiro – 22ª | Flamengo | 0 – 0          | São Paulo | Rio de Janeiro                                             |  |
| 19:00                           |          | Súmula Borderô |           | Estádio: Maracanã Público: 67 051 Árbitro: SC Rafael Traci |  |

### Outubro
| 2 de outubro Libertadores/semi – Ida | Grêmio   | 1 – 1     | Flamengo           | Porto Alegre                                                               |  |
| 21:30 (UTC−3)                        | Pepê 87' | Relatório | Bruno Henrique 68' | Estádio: Arena do Grêmio Público: 51 406 Árbitro: ARG Néstor Pitana (FIFA) |  |

| 6 de outubro Brasileiro – 23ª | Chapecoense | 0 – 1          | Flamengo           | Chapecó                                                                         |  |
| 19:00                         |             | Súmula Borderô | Bruno Henrique 35' | Estádio: Arena Condá Público: 12 153 Árbitro: SP Vinícius Gonçalves Dias Araújo |  |

| 10 de outubro Brasileiro – 24ª | Flamengo                                     | 3 – 1  | Atlético Mineiro | Rio de Janeiro                                              |  |
| 20:00                          | Willian Arão 36' · Vitinho 60' · Reinier 75' | Súmula | Nathan 50'       | Estádio: Maracanã Árbitro: GO Wilton Pereira Sampaio (FIFA) |  |

| 13 de outubro Brasileiro – 25ª | Atlético Paranaense | 0 – 2  | Flamengo                  | Curitiba                                                              |  |
| 16:00                          |                     | Súmula | Bruno Henrique 45', 90+1' | Estádio: Arena da Baixada Árbitro: SC Bráulio da Silva Machado (FIFA) |  |

| 16 de outubro Brasileiro – 26ª | Fortaleza            | 1 – 2  | Flamengo                        | Fortaleza                                                |  |
| 19:15                          | Bruno Melo 61' (pen) | Súmula | Gabriel 80' (pen) · Reinier 89' | Estádio: Castelão Árbitro: PR Paulo Roberto Alves Júnior |  |

| 20 de outubro Brasileiro – 27ª | Flamengo                       | 2 – 0          | Fluminense | Rio de Janeiro                                                        |  |
| 18:00                          | Bruno Henrique 3' · Gerson 66' | Súmula Borderô |            | Estádio: Maracanã Público: 52 279 Árbitro: RS Anderson Daronco (FIFA) |  |

| 23 de outubro Libertadores/semi – Volta | Flamengo                                                                        | 5 – 0     | Grêmio | Rio de Janeiro                                                         |  |
| 21:30 (UTC−3)                           | Bruno Henrique 42' · Gabriel 46', 55' (pen) · Pablo Marí 66' · Rodrigo Caio 70' | Relatório |        | Estádio: Maracanã Público: 69 981 Árbitro: ARG Patricio Loustau (FIFA) |  |

| 27 de outubro Brasileiro – 28ª | Flamengo      | 1 – 0          | CSA | Rio de Janeiro                                                              |  |
| 19:00                          | Arrascaeta 8' | Súmula Borderô |     | Estádio: Maracanã Público: 69 846 Árbitro: PR Rodolpho Toski Marques (FIFA) |  |

| 31 de outubro Brasileiro – 29ª | Goiás                            | 2 – 2          | Flamengo                       | Goiânia                                                                           |  |
| 20:00                          | Rafael Moura 76' · Michael 90+4' | Súmula Borderô | Gabriel 54' · Rodrigo Caio 63' | Estádio: Serra Dourada Público: 38 345 Árbitro: MG Ricardo Marques Ribeiro (FIFA) |  |

### Novembro
| 3 de novembro Brasileiro – 30ª | Flamengo                                            | 4 – 1          | Corinthians      | Rio de Janeiro                                                           |  |
| 16:00                          | Bruno Henrique 45' (pen.), 45+2', 46' · Vitinho 66' | Súmula Borderô | Mateus Vital 51' | Estádio: Maracanã Público: 64 985 Árbitro: RS Jean Pierre Gonçalves Lima |  |

| 7 de novembro Brasileiro – 31ª | Botafogo | 0 – 1          | Flamengo    | Rio de Janeiro                                                          |  |
| 20:00                          |          | Súmula Borderô | Lincoln 89' | Estádio: Nilton Santos Público: 23 092 Árbitro: RS Leandro Pedro Vuaden |  |

| 10 de novembro Brasileiro – 32ª | Flamengo                                       | 3 – 1          | Bahia            | Rio de Janeiro                                                        |  |
| 18:00                           | Reinier 54' · Bruno Henrique 71' · Gabriel 87' | Súmula Borderô | Willian Arão 38' | Estádio: Maracanã Público: 65 930 Árbitro: RN Caio Max Augusto Vieira |  |

| 13 de novembro Brasileiro – 34ª | Flamengo                                                             | 4 – 4          | Vasco da Gama                                                            | Rio de Janeiro                                                              |  |
| 21:30                           | Éverton Ribeiro 1' · Danilo Barcelos 45+4' · Bruno Henrique 65', 80' | Súmula Borderô | Marrony 33' · Yago Pikachu 37' (pen) · Marcos Júnior 52' · Ribamar 90+3' | Estádio: Maracanã Público: 52 757 Árbitro: GO Wilton Pereira Sampaio (FIFA) |  |

| 17 de novembro Brasileiro – 33ª | Grêmio | 0 – 1          | Flamengo          | Porto Alegre                                                              |  |
| 16:00                           |        | Súmula Borderô | Gabriel 37' (pen) | Estádio: Arena do Grêmio Público: 28 541 Árbitro: SP Raphael Claus (FIFA) |  |

| 23 de novembro Libertadores/final | Flamengo           | 2 – 1     | River Plate | Lima                                           |  |
| 15:00 (UTC−3)                     | Gabriel 88', 90+2' | Relatório | Borré 14'   | Estádio: Monumental Árbitro: CHI Roberto Tobar |  |

| 27 de novembro Brasileiro – 35ª | Flamengo                                     | 4 – 1          | Ceará               | Rio de Janeiro                                                           |  |
| 21:30                           | Bruno Henrique 64', 73', 85' · Vitinho 90+1' | Súmula Borderô | Thiago Galhardo 24' | Estádio: Maracanã Público: 67 539 Árbitro: PR Paulo Roberto Alves Júnior |  |

### Dezembro
| 1 de dezembro Brasileiro – 36ª | Palmeiras             | 1 – 3          | Flamengo                         | São Paulo                                                                          |  |
| 16:00                          | Matheus Fernandes 83' | Súmula Borderô | Arrascaeta 4' · Gabriel 45', 46' | Estádio: Allianz Parque Público: 22 219 Árbitro: MG Ricardo Marques Ribeiro (FIFA) |  |

| 5 de dezembro Brasileiro – 37ª | Flamengo                                                                  | 6 – 1          | Avaí         | Rio de Janeiro                                                             |  |
| 20:00                          | Arrascaeta 11' · Diego 36' · Gabriel 39' · Lincoln 56' · Reinier 83', 88' | Súmula Borderô | Lourenço 21' | Estádio: Maracanã Público: 69 090 Árbitro: GO Jefferson Ferreira de Moraes |  |

| 8 de dezembro Brasileiro – 38ª | Santos                                     | 4 – 0          | Flamengo | Santos                                                                       |  |
| 16:00                          | Marinho 14' · Sánchez 23', 84' · Sasha 63' | Súmula Borderô |          | Estádio: Vila Belmiro Público: 13 310 Árbitro: PA Paulo Roberto Alves Júnior |  |

| 17 de dezembro Mundial/semi         | Flamengo                                                       | 3 – 1     | Al-Hilal       | Doha                                                               |  |
| 20:30 (UTC+3)                       | De Arrascaeta 49' · Bruno Henrique 78' · Al-Bulaihi 82' (g.c.) | Relatório | Al-Dawsari 18' | Estádio: Khalifa Público: 21 588 Árbitro: USA Ismail Elfath (FIFA) |  |
| \| \| Flamengo \| \| Al-Hilal \| \| |                                                                |           |                |                                                                    |  |
|                                     | Flamengo                                                       |           | Al-Hilal       |                                                                    |  |

| 21 de dezembro Mundial/final                 | Liverpool   | 1 – 0 (pro.) | Flamengo | Doha |  |
| 20:30 (UTC+3)                                | Firmino 99' | Relatório    |          | Estádio: Khalifa Público: 45 416 Árbitro: QAT Abdulrahman Al-Jassim (FIFA) Árbitros assistentes: QAT Taleb Al-Marri / QAT Saoud Al-Maqaleh Quarto árbitro: DZA Mustapha Ghorbal Homem do jogo: Roberto Firmino |  |
| \| \| Liverpool[16] \| \| Flamengo[16] \| \| |             |              |          | |  |
|                                              | Liverpool   |              | Flamengo | |  |